# Aeschi bei Spiez
Aeschi bei Spiez – gmina (niem. Einwohnergemeinde) w Szwajcarii, w kantonie Berno, w regionie administracyjnym Oberland, w okręgu Frutigen-Niedersimmental.

## Demografia
W Aeschi bei Spiez mieszka 2 256 osób. W 2020 roku 5,4% populacji gminy stanowiły osoby urodzone poza Szwajcarią.

## Transport
Przez teren gminy przebiega autostrada A6 oraz droga główna nr 223.